# Crossogaster vansomereni
Crossogaster vansomereni är en stekelart som beskrevs av Van Noort 1994. Crossogaster vansomereni ingår i släktet Crossogaster och familjen fikonsteklar.
Artens utbredningsområde är:
- Kenya.
- Uganda.

Inga underarter finns listade i Catalogue of Life.